# Coleoxestia polita
Coleoxestia polita är en skalbaggsart som först beskrevs av Waterhouse 1880.  Coleoxestia polita ingår i släktet Coleoxestia och familjen långhorningar. Inga underarter finns listade i Catalogue of Life.